# مقاطعة بوكاهونتس (آيوا)
مقاطعة بوكاهونتس (بالإنجليزية: Pocahontas County)‏ هي إحدى مقاطعات ولاية آيوا في الولايات المتحدة الأمريكية.